# Дуняк, Ольга Александровна
Ольга Александровна Дуняк (19 октября 1940, Чебоксары, Чувашская Республика — 12 марта 2023, Чебоксары, Чувашская Республика) — художник декоративно-прикладного искусства, заслуженный художник Чувашской республики, член Союза художников СССР.
В искусстве Ольга Дуняк являлась многогранной художницей, свободно владеющей различными видами искусства: живописью, художественным стеклом и декоративной керамикой. Природа являлась неиссякаемым источником вдохновения художницы. Её живописные работы перекликаются, находя своё отражение в художественном стекле. В керамике, работая с глиной, шамотом, фаянсом, О. А. Дуняк искала новые средства для воплощения творческих замыслов, используя традиции национальной орнаментики и декоративно-прикладного искусства.

## Жизнь и творчество
Ольга Александровна Дуняк родилась 19 октября 1940 года в артистической семье. Отец, Дуняк Александр Александрович — актёр Республиканского русского драматического театра, заслуженный артист РСФСР, народный артист ЧАССР. Мать, Ольга Ивановна — преподаватель Чебоксарского музыкального училища им. Ф. П. Павлова.
1948—1958 — Училась в Чебоксарской средней школе № 5, параллельно в течение 6-и лет посещала детскую музыкальную школу.
1958—1963 Учёба в Чебоксарском художественном училище. Её преподаватели — Е. Е. Бургулов, В. С. Гурин, И. Т. Григорьев, В. С. Семёнов, П. Г. Григорьев-Савушкин. Окончила с отличием училище, выполнив дипломную работу «Пришла весна на Волгу».  

1963 — Поступила в Ленинградское высшее художественно-промышленное училище им. В. И. Мухиной (ныне Санкт-Петербургская государственная художественно-промышленная академия имени А. Л. Штиглица), факультет декоративно-монументального искусства, отделение художественного стекла и керамики.
Училась у профессоров В. Ф. Маркова, В. С. Васильковского, К. М. Митрофанова, Ф. С. Энтелиса, доцента А. И. Маева.
В 1970 с дипломной работой «Парадный сервиз из хрусталя» для торжественных приёмов в Ленинградском кино-концертном зале «Октябрьский» с отличием закончила ЛВХПУ им. В. И. Мухиной.

1970—1980 — Работала художницей-керамисткой в цехе гончарной керамики объединения «Чувашстройматериалы». Возглавляла цех художественно-бытовой керамики. Образцы, выполненные ею, успешно принимались
на Художественных советах республиканского и всесоюзного значения.

1972—1990 — Работала в чувашских творческо-производственных мастерских Художественного фонда РСФСР.

1980 Принята в члены Союза художников СССР.

1980—2000 — Преподавательская деятельность в Чебоксарском художественном училище. За время преподавания ею подготовлены многие молодые художники, впоследствии поступившие в именитые ВУЗы. Кроме того, в 1996-1997-х годах она выпустила два курса художников-керамистов, многие из которых тоже продолжили учёбу.

1981—1983 — Член Правления Союза художников Чувашии, председатель комиссии по работе с народными мастерами.

1983—1985 — Являлась членом бюро секции монументального и декоративно-прикладного искусства Союза художников Чувашии.

1984,1986,1987,1989 — Работала в творческо-производственных мастерских, организованных Союзом художников РСФСР при комбинате прикладного искусства города Ростов-на- Дону, выполняла работы по художественному стеклу в технике свободного выдувания (гутной технике). 

1988 Присвоено звание Заслуженного художника Чувашии.
Художница принимала активное участие на многочисленных тематических и групповых выставках республиканского, зонального, российского и всесоюзного уровня. Большое количество произведений Ольги Дуняк хранятся в фондах Чувашского государственного художественного музея.

## Основные произведения
Керамика
- Коррида;
- Набор декоративный "Чувашский". 1977. Глина, глазурь, эмаль. ЧГХМ
- Декоративное панно "Родная мелодия". 1986. Шамот, глазурь, соли. 50х60.
- Мадригал.
- Гончарные петушки
- настенные панно «Старинный мотив»,
- панно «Адажио»,
- панно «Художник и натура»,
- панно «Родная мелодия»,
- настенные тарелки «Чувашская песня». 1986.
- триптих «Свадьба».

Художественное стекло (комплекты)
- Античный мотив (4 предмета). 1987. Стекло, гутная техника.
- Композиция "Красные кони" (6 предметов). 1987. Стекло, гутная техника.
- Декоративная композиция "Травы" (5 предметов). 1986. Стекло,  гутная техника.
- Композиция "Лесная роса". 1987. Стекло, гутная техника.
- Декоративная композиция "Памяти К.В. Иванова" (9 предметов). 1989. Стекло, гутная техника.
- Весенний перезвон,
- Подснежники
- Апрельская капель,
- Ветерок,
- Сумерки,
- Травы,
- Дождь в лесу,
- Роса,
- Зелёные фонтаны,
- Листопад,
- Осенний.

Живопись
- Осень в Засурье. 1991. Картон, масло. 35х50.
- Начало марта,
- Апрель,
- Летний день,
- Тихое озеро,
- Полынь,
- После дождя,
- Заволжская осень

## Избранные художественные выставки
1972 Москва — Выставка молодых художников СССР
1973 ГДР — Раздел молодёжной выставки, посвящённой 50-летию образования СССР
1973 Москва — Выставка курсовых и дипломных работ студентов ЛВХПУ им. В. И. Мухиной
1974 Ленинград, Государственный Русский музей — Выставка произведений художников Чувашской АССР
1980 Москва, Центральный Дом художника «Изобразительное искусство Чувашии»
1987 Москва — «Художник и время». Выставка к 70-летию Октября 
1988 Чебоксары — Персональная выставка
1990 Чебоксары — Выставка к 100-летию К. В Иванова
1993 Чебоксары — Персональная выставка
1996 Чебоксары — Осенняя выставка художников Чувашии
1999 Москва — Всероссийская художественная выставка «Россия»
2001 Чебоксары ,ЧГХМ — Персональная выставка «Весенний аккорд»